# کاروانسرای باباقدرت
کاروانسرای بابا قدرت مربوط به دوره قاجار است و در مشهد، بلوار ۱۷ شهریور، خیابان صدر واقع شده. این اثر در تاریخ ۱۰ مهر ۱۳۸۰ با شمارهٔ ثبت ۴۰۳۱ به‌عنوان یکی از آثار ملی ایران به ثبت رسیده است.
از این کاروانسرای زیبا، امروزه بعنوان مجتمعی گردشگری بهمراه: بازارچه، رستوران سنتی و کافی شاپ استفاده می گردد.

## نگارخانه

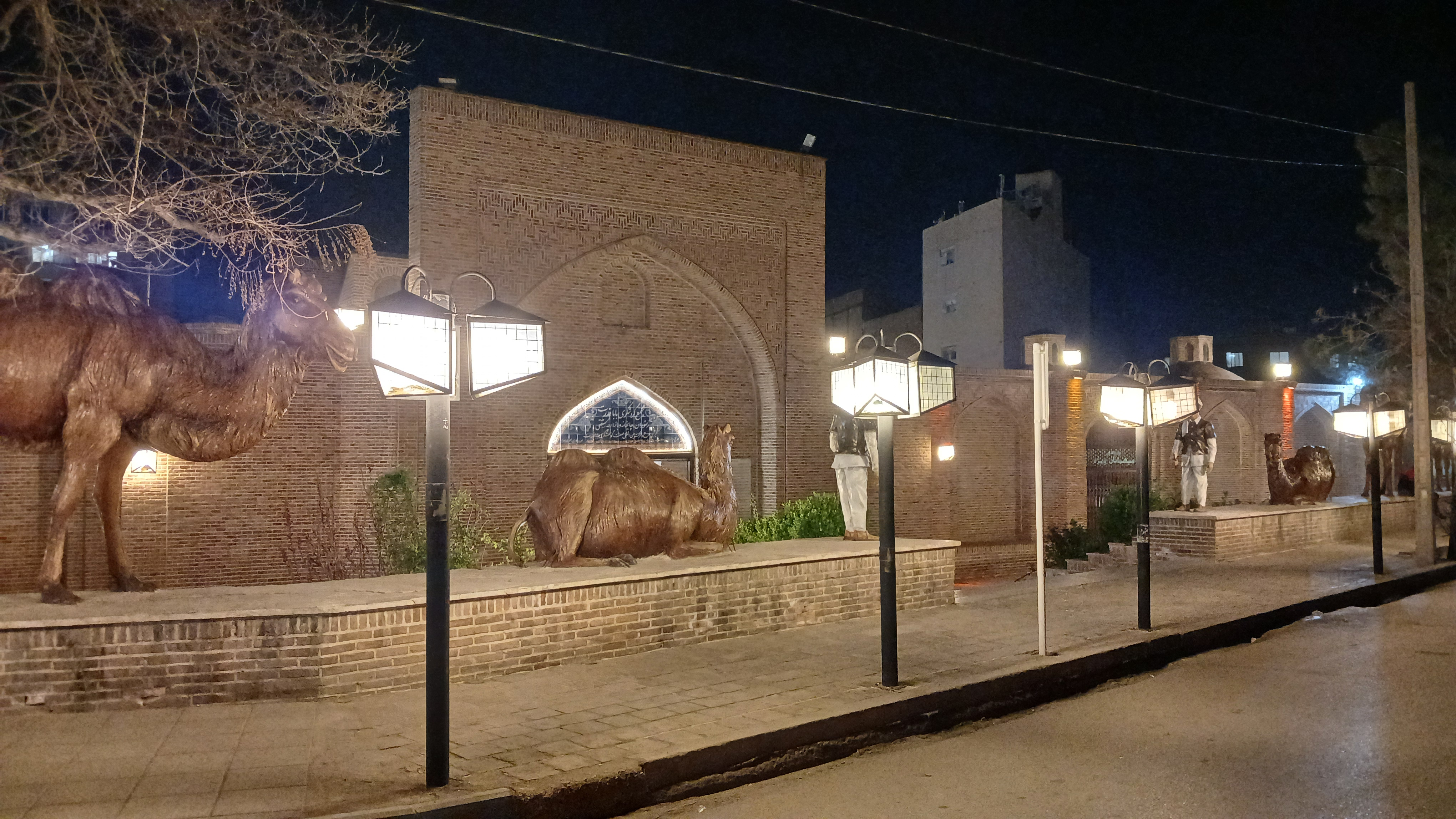
نمای بیرونی ضلع جنوبی کاروانسرا
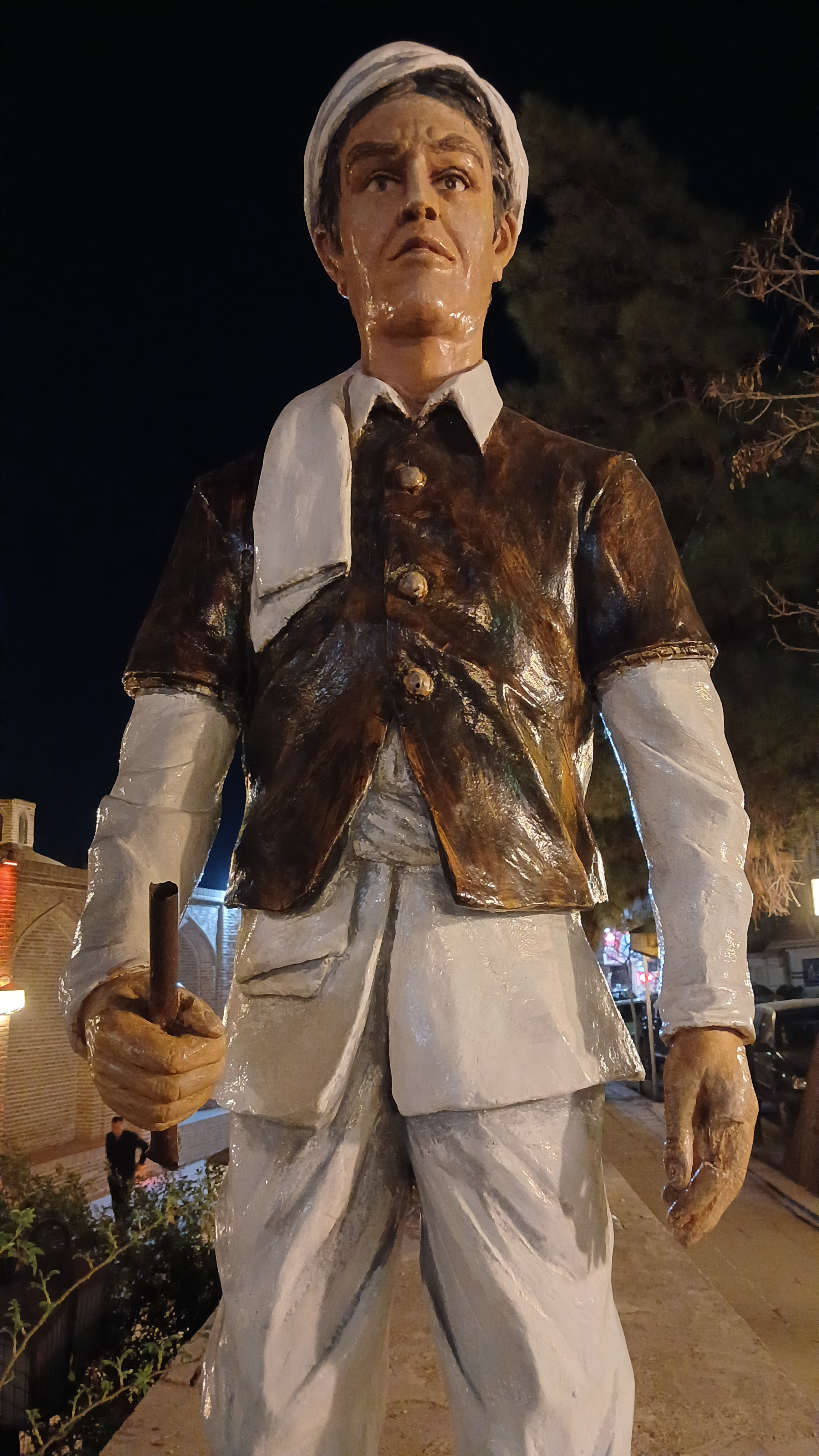
مجسمۀ مردی با لباس محلی خراسانی بر سردر ورودی کاروانسرا
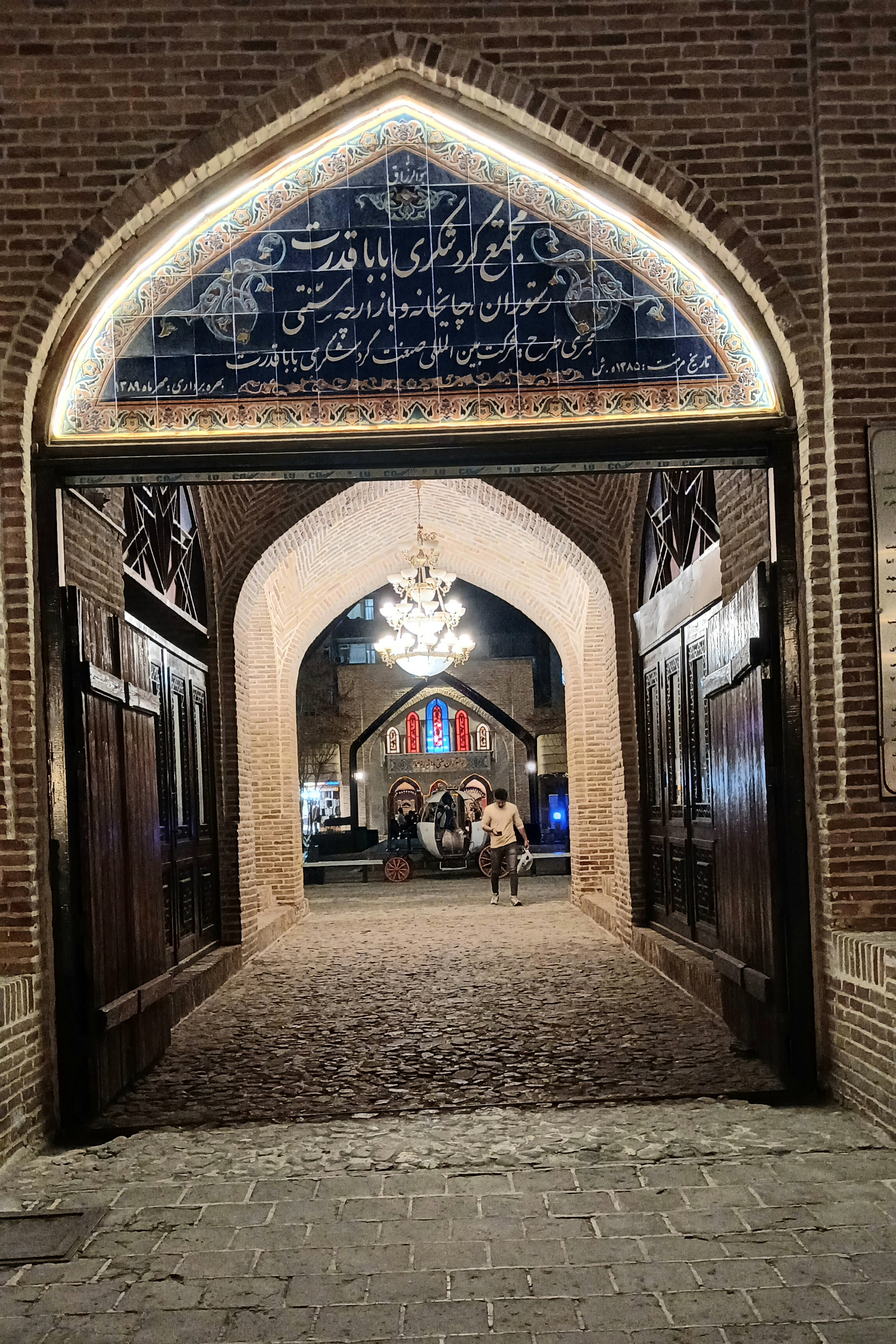
ایوان ورودی بنا
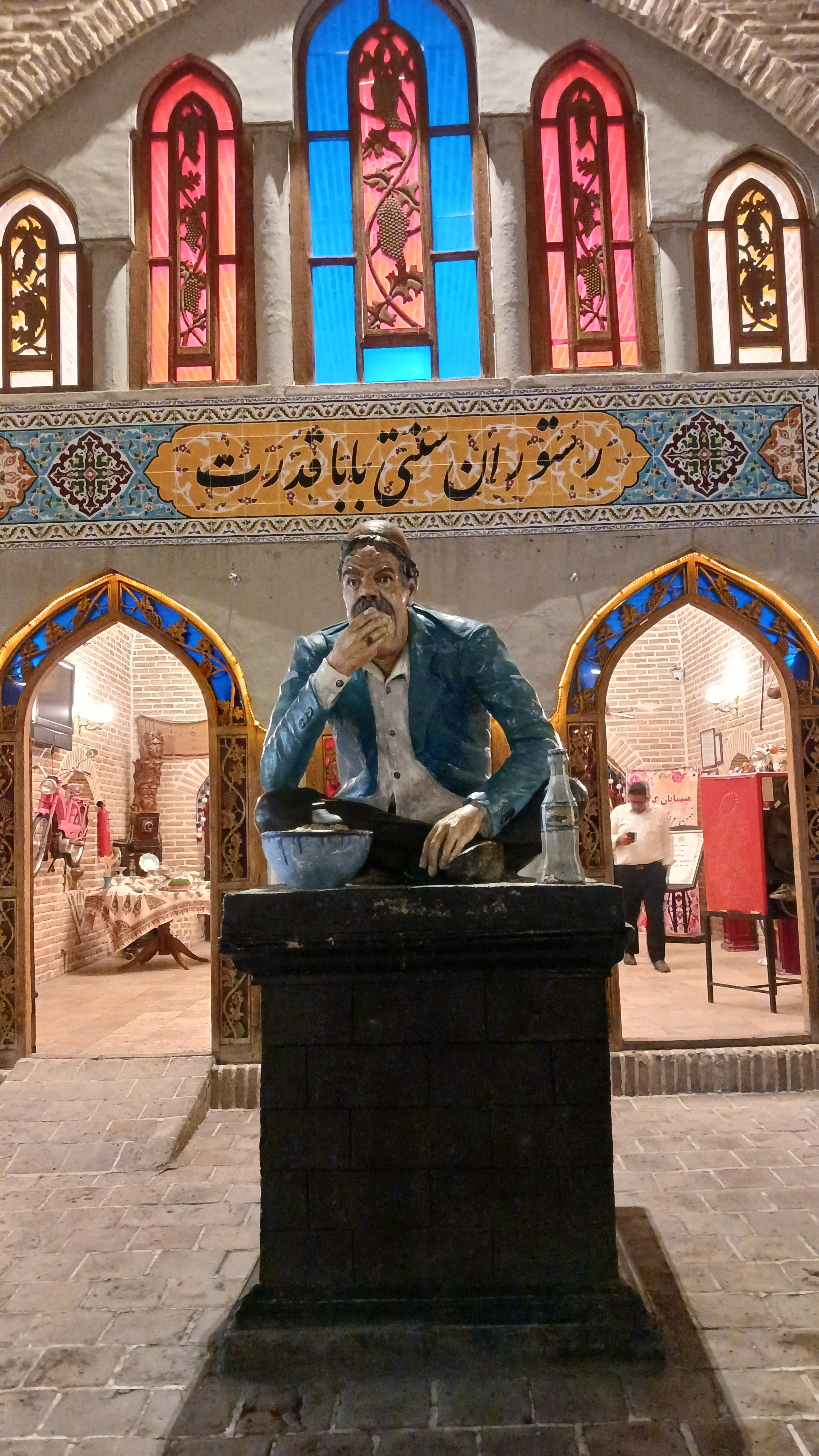
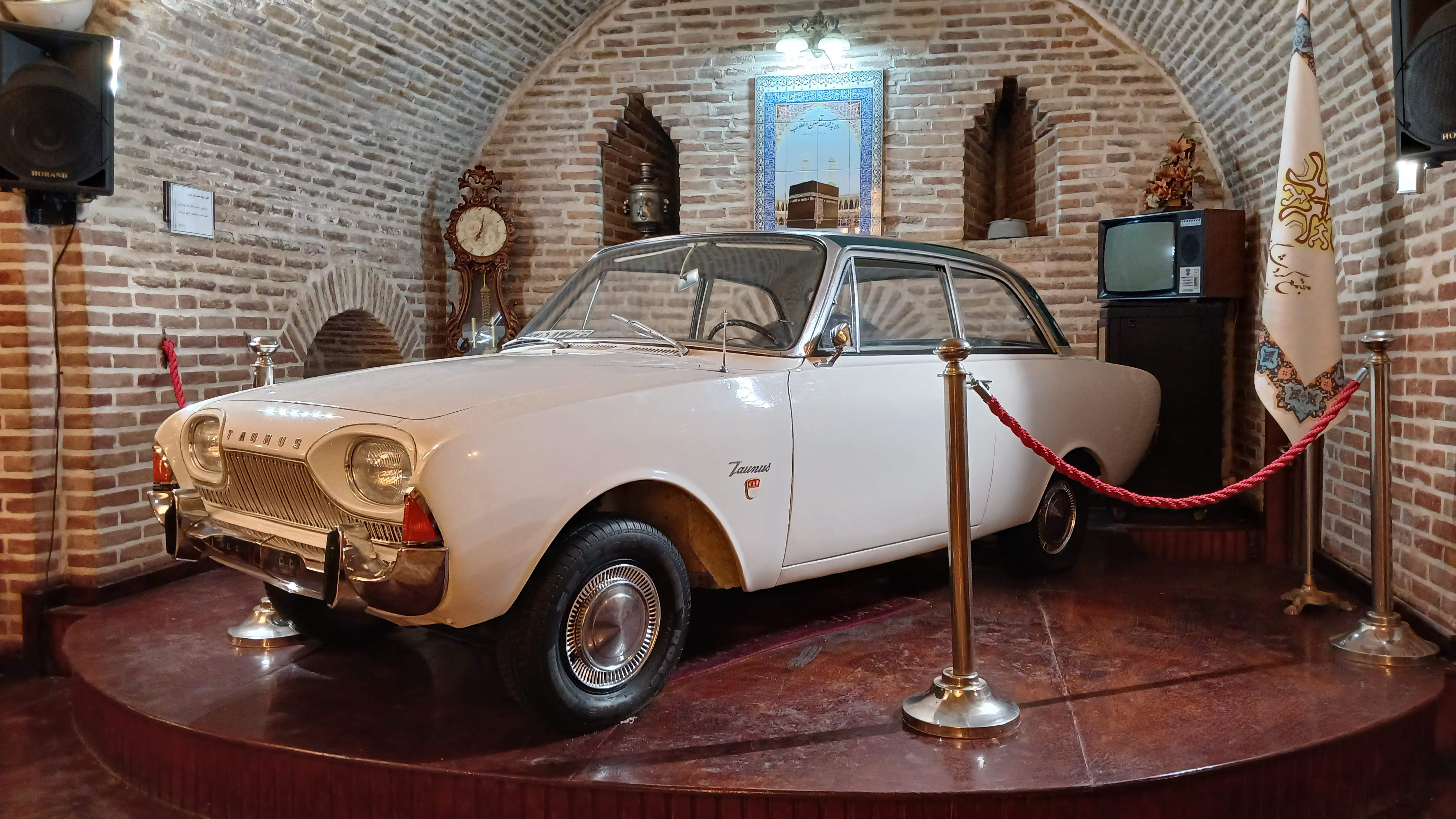
یک عدد خوذروی فورد تانوس که بعنوان تزئین در درون کاروانسرا و رستوران سنتی نگهداری می شود